# Pflanzenbau (Zeitschrift)
Die Zeitschrift Pflanzenbau war ein von 1924 bis 1945 erschienenes Fachjournal mit wissenschaftlichen Originalarbeiten, praxisorientierten Beiträgen und Buchbesprechungen aus dem Gesamtgebiet des Pflanzenbaus. 

## Struktur, Inhalt und Aufgaben
Die 1924 gegründete Zeitschrift erschien in den ersten zehn Jahren als „Halbmonatsschrift für Saatwesen, Anbau und Pflege der Kulturpflanzen“ und ab 1935 mit dem Untertitel „Monatsschrift für den gesamten Acker- und Pflanzenbau und das pflanzenbauliche Versuchswesen“. Ihr Hauptziel sollte es sein, durch eine zusammenfassende Berichterstattung die Ergebnisse pflanzenbaulicher Forschung mit den Erfahrungen der landwirtschaftlichen Praxis in einer gemeinsamen Wissensplattform zusammenzuführen. Thematische Schwerpunkte waren das Saatgutwesen, Anbau, Pflege und Ernte landwirtschaftlicher Kulturpflanzen, Probleme der Fruchtfolge, Krankheits- und Schädlingsbekämpfung sowie Fragen aus dem Gebiet der Landtechnik.
Herausgeber und federführender Schriftleiter war der Pflanzenbauwissenschaftler Ernst Klapp. Nach 1930 gehörten zum  Redaktionskollegium mehrere seiner Fachkollegen, u. a. Otto Appel, Theodor Roemer, Adolf Zade und Arnold Scheibe. Seitdem überwogen in der Zeitschrift experimentelle Forschungsbeiträge. 
Die insgesamt 20 Jahrgangsbände gelten als gewichtige Dokumentation für die Wissenschaftsgeschichte des Fachgebietes Pflanzenbau. Vom Band 20 (1943/45) sind nur vier Einzelhefte erschienen; das letzte Heft wurde im Februar 1945 ausgeliefert.